# Televisão no Mali
A televisão no Mali foi introduzida em 1983.
Segue-se uma lista de canais de televisão transmitidos no Mali.

## Canais principais
| Nome      | Proprietário    | Tipo                | Fundado |
| --------- | --------------- | ------------------- | ------- |
| ORTM      | Governo do Mali | Propriedade pública | 1983    |
| Africable | —               | —                   | 2004    |